# 土屋隼
土屋 隼（つちや じゅん、1902年 - 1978年2月9日）は、昭和時代の日本の外交官。位階は正三位。

## 経歴
静岡県出身。東京府立中学の教諭を務めた後、1930年東北帝大法学部卒業、外交官試験合格、同年外務省入省。外交官補として米国勤務の後、1935年情報部第2課、40年上海、42年調査局、スウェーデンで勤務。戦後は終戦連絡中央事務局総務部を経て、1950年調査局長、翌年12月欧米局長を務める。欧米局長時代の1953年2月、接収解除貴金属及びダイヤモンド関係事件に関し衆議院行政監察特別委員会に証人喚問された。その後、1954年4月総領事としてニューヨークへ赴任。
1957年3月駐コロンビア大使、61年3月駐フィリピン大使、63年1月駐ギリシャ大使を歴任。65年6月依願退職。1978年2月9日死去。叙正三位。